# Bahnhof Golling-Abtenau

Golling-Abtenau ist eine Betriebsstelle an der Salzburg-Tiroler-Bahn.

## Aufbau
Durch den Bahnhof verlaufen drei Gleise, dazu ein Durchgangsgleis. Dementsprechend hat er einen Seiten- und einen Mittelbahnsteig. Bahnsteige 2 und 3 ist über eine behindertengerechte Unterführung mit Aufzügen unter den Gleisen erreichbar. Direkt vor den Gleisanlagen und der Bushaltestelle stehen Parkplätze zur Verfügung, während etwa ein Kilometer entfernt die Tauern Autobahn eine Anschlussstelle hat.

## Verkehr
An diesem Bahnhof halten bis auf wenige Ausnahmen fast alle Persönenzüge.
Mit Lücken fahren alle 2 Stunden InterCity (IC), EuroCity (EC) und Railjet (RJ) nach Salzburg Hbf und darüber hinaus nach Deutschland bzw. Richtung Bischofshofen und weiter nach Graz Hbf bzw. Klagenfurt Hbf.
Die im Zwei-Stunden-Takt verkehrenden Regionalexpresszüge (REX) zwischen Salzburg und Wörgl Hbf ergänzen den Fernverkehr zum Stundentakt zwischen Salzburg und Schwarzach-St. Veit.
Die S3 der S-Bahn Salzburg verkehrt werktags (inkl. an Samstagen) halbstündlich zwischen Freilassing und Golling-Abtenau, stündlich bis Schwarzach-St. Veit und tlw. nach Saalfelden und Bad Reichenhall.
Von Hallein fahren via Golling bis Abtenau abwechselnd die Regionalbuslinien 470 und 471 und von dort weiter nach Gosau bzw. Eben im Pongau.